# 타코야끼
타코야끼(일본어: たこ焼き 다코야키[*]), 또는 문어빵은 일본 요리 중 하나로, 밀가루 반죽 속에 문어를 넣어 지름 3~5cm 정도로 둥글게 구운 요리이다. 1935년 오사카에서 노점상 엔도 토메키치가 처음 개발한 음식으로 타코(문어)와 야끼(굽다)를 합성한 명칭에서 유래한다. 보통은 타코야끼 소스와 가다랑어포, 파래가루를 같이 얹는다.

## 역사

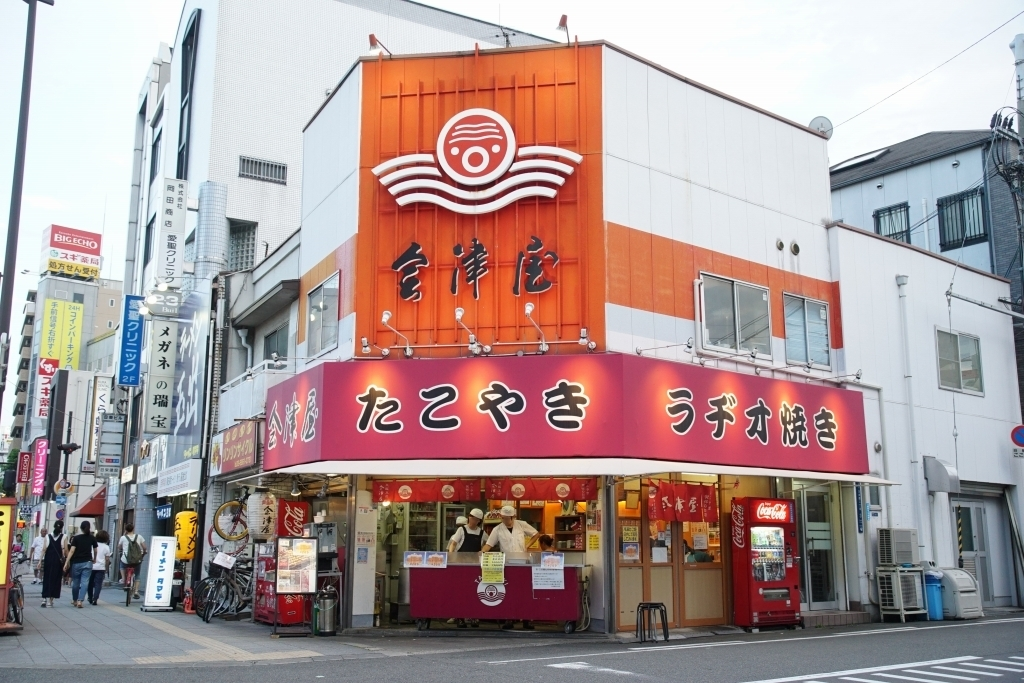
타코야끼를 처음 판매하기 시작한 아이즈야. 현재는 다마데에 본점을 두고 있다.

타코야끼의 창시자는 오사카부 오사카시 니시나리구에 위치한 "아이즈야(会津屋)"의 초대 주인 엔도 토메키치(遠藤留吉)로 알려져 있다. 1933년(쇼와 8년), 엔도는 기존의 라디오야키를 개량하여, 원래 들어가던 곤약 대신 간장 양념을 한 소고기를 넣어 '니쿠야키'(肉焼き)로 판매했다. 이후 1935년(쇼와 10년), 한 손님의 "효고현 아카시시에서는 문어를 넣는다"라는 말을 계기로, 문어와 계란을 넣은 아카시야키에 영향을 받아, 소고기 대신 문어와 계란을 넣어 '타코야끼'라고 명명했다. 이후 고향 아이즈의 향토 요리인 고즈유(こづゆ)의 맛을 본뜬 국물에 밀가루를 풀어 타코야끼를 완성했다고 한다. 아이즈야의 타코야끼는 간이 되어 있어 아무 것도 뿌리지 않고 먹는 것이 특징이었으며, 태평양 전쟁 전에는 아이즈야 외에도 국물이나 간장 맛을 내어 소스를 뿌리지 않고 먹는 타코야끼가 대부분이었다. 제2차 세계 대전 전, 오사카에서는 타코야끼 두 개가 약 1센 정도의 가격에 판매되었다.

오사카에 있는 타코야끼 도톤보리 쿠쿠루루의 간판.

전후에는 1948년에 개량된 돈가스 소스가 발명되면서, 오코노미야키와 함께 타코야끼에도 사용되기 시작했다. 그러나 앞서 언급한 아이즈야와 같이, 지금도 오사카의 전통 있는 타코야끼 가게에서는 소스를 뿌리지 않은 타코야끼를 판매하는 곳이 있다. 소스가 보급된 후, 타코야끼 판매점이 증가했고, 주간지에서 오사카의 상징으로 소개되면서 빠르게 대중화되어, 1955년에는 오사카 시내에 약 5,000개의 타코야끼 가게가 있다는 말이 나올 정도로 일반화되었다. 당시 타코야끼 네 개에서 여섯 개가 10엔 정도에 판매되었다. 당시의 타코야끼에는 문어가 잘게 썰려 있어, "타코야끼의 타코(문어)가 이빨에 닿다"라는 센류(풍자 시)도 남아 있다.
1960년대 중반에는 간토 지역에서도 타코야끼가 포장마차에서 판매되기 시작했으며, 도쿄 긴자에서는 생지에 새우 살을 넣은 타코야끼가 독특한 맛으로 인기를 끌었다.
규슈 지역에서는 1977년 후쿠오카현의 하치짱도(八ちゃん堂)가 자동차로 이동 판매를 시작하고, 이듬해 프랜차이즈 영업을 시작하여 보급을 촉진했다. 1984년에는 가이젠(海善)이 냉동 타코야끼 기술을 개발하여 판매를 시작했고, 1988년에는 타코마사(たこ昌)가 창업하여 1992년 신오사카역에 입점하면서 오사카의 기념품으로 홍보하기 시작했다.
1990년대 후반부터 간토 지역 등에서 체인형 타코야끼 매장이 등장했다. 1997년, 군마현 닛타군 가사카케마치(現 미도리시)에서 "츠키지 긴다코(築地銀だこ)"가 창업하여, 겉을 바삭하게 구운 타코야끼를 체인화해 전국적으로 확산시켰다. 또한, 2002년에는 도쿄도 이타바시구의 "쿄타코(京たこ)"가 체인화를 시작해, 홋카이도에서 오키나와까지 전국에 출점했다. 본고장인 간사이 지역에서도 전국 체인점들이 출점하는 한편, 개인 운영의 소규모 상점과 이동 판매도 여전히 많아 인기를 유지하고 있다.
1990년대에는 우주 식량용 타코야끼가 개발되어, 우주비행사 무카이 치아키(向井千秋)가 우주왕복선에서 먹기도 했다. 2010년대에는 타코야끼 캔 제품도 등장했다.
한국에는 1998년 일본 대중문화 개방 시점과 맞물려 신촌의 이화여자대학교, 연세대학교 앞 거리에서 길거리 음식으로 판매하기 시작했다. '문어빵'이라는 이름으로도 판매한다.

## 기구

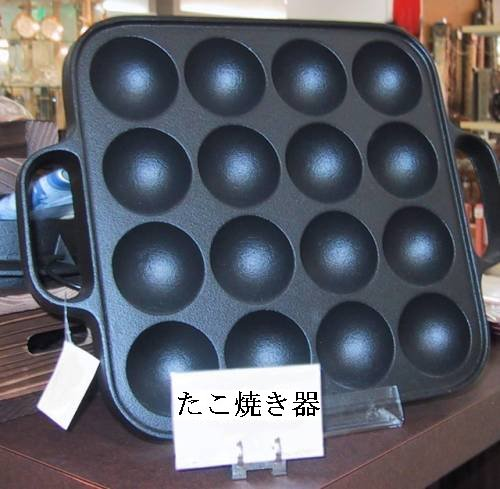
타코야끼 팬

타코야끼는 별도의 틀 모양 기구로 조리하는 것이 일반적이다. 타코야끼 기구의 형태는 사각형이나 원형이 있다. 업무용 타코야끼 기구는 사각형의 플레이트가 여러 개 나란히 놓인 형태로, 가스레인지 크기에 따라 어느 정도 규격화되어 있다. 표준화된 제품 외에도, 손잡이가 달려 있어 뒤집기 편리한 독자적인 크기와 형식의 기구도 많이 유통되고 있다. 작은 사이즈의 가정용 "1장짜리"에서부터 대형점에서 사용하는 8장 또는 12장짜리 대형 사이즈까지 다양한 크기의 제품이 시판되고 있다.
업무용 타코야끼 기구 중에는 "반자동형"이라는 것도 있다. 이는 와플기나 타이야키 기계와 비슷하게 양쪽으로 열리는 주조 제품을 사용하여 손잡이로 전체를 돌려 위아래를 반전시킬 수 있어, 개별 구멍 안에서 하나씩 뒤집을 필요가 없다. 양면형 기구는 두 개의 구멍이 있는 철판을 맞물리게 하여 둥글게 굽는다. 반면, 단면형 기구는 한쪽에 구멍이 있는 철판에서 굽은 후, 반대쪽의 평평한 철판으로 뒤집어 "종 모양"으로 구워지는 방식이다.

## 재료

### 반죽
밀가루를 가다랑어 육수나 다시마 육수, 또는 조미료 등과 함께 푼 후, 계란을 넣어 잘 저어 반죽을 만든다. NHK의 프로그램 『다메시테 갓텐(ためしてガッテン)』에서는 실험을 통해 밀가루를 찬물에 섞으면 글루텐 형성이 쉬워져 식감이 크게 개선된다는 결과를 발견했다.
주재료인 문어 외에도 다진 파, 다진 베니쇼가, 텐카스(튀김 부스러기)나 건새우 등이 추가 재료로 사용될 수 있다. 감칠맛을 더하기 위해 소량의 간장, 우유, 설탕 또는 미림 같은 조미료나 베이킹파우더를 첨가하는 경우도 있으며, 이는 조리자나 매장의 비법에 따라 달라진다. 우유를 소량 넣으면 밀가루가 고르게 퍼지는 효과를 낼 수 있다. 또한, 타코야끼에 필요한 재료를 혼합한 전용 ‘타코야끼 믹스’ 가루도 시중에 판매되고 있다.
타코야끼는 직경에 따라 크고 작은 두 종류가 있으며, 21세기 들어서는 "점보 타코야끼"라 불리는 대형 타코야끼를 판매하는 가게가 증가하고 있다. 가정에서는 작은 크기의 타코야끼 기계가 주로 사용된다.

### 문어

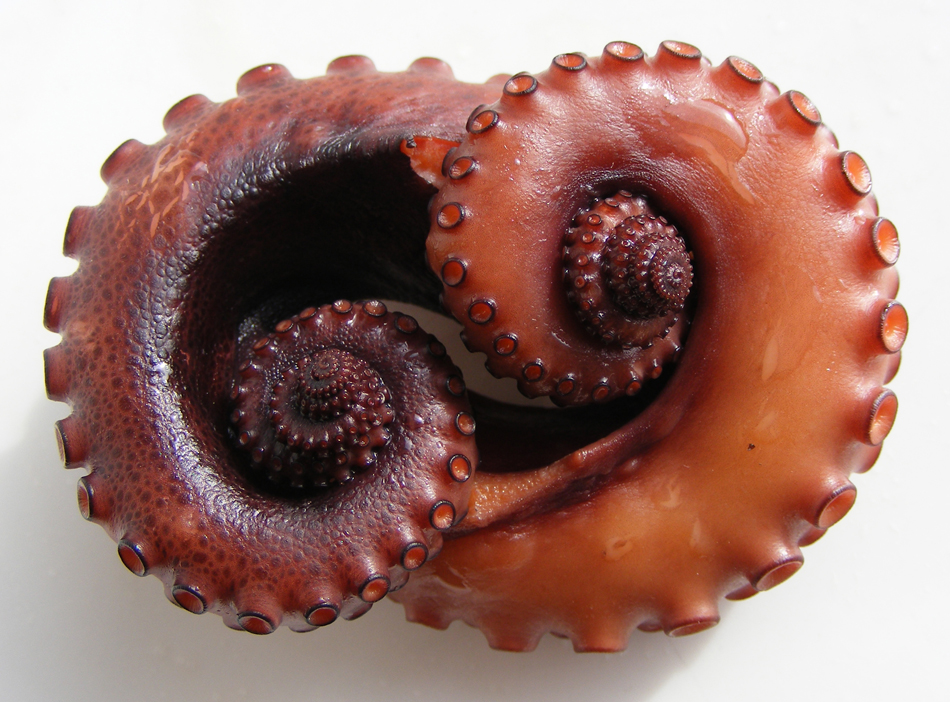
문어 다리

타코야끼에 주로 사용되는 문어는 일본에서 전통적으로 유통량이 안정적이며, 빨판의 식감까지 선호되는 마다코(真ダコ)이다. 마다코가 서식하지 않는 북일본 지역에서는 전통적으로 대문어(水ダコ)가 사용되었으나, 현재는 무역과 유통망의 발달로 다양한 문어가 사용된다. 최근 일본에서 유통되는 마다코 대부분은 서아프리카의 모리타니나 모로코에서 수입된 냉동 문어이다. 가정에서는 작은 주꾸미나 와몬다코(ワモンダコ), 또는 오징어를 사용하기도 한다. 문어는 주로 블록 형태로 잘라 넣으며, 타코야끼 용으로 잘라져 냉동 판매되는 제품도 있다. 시중에서 판매되는 문어 조각은 보통 약 5그램이지만, 더 큰 사이즈도 있다. 냉동 타코야끼 등의 대량 제조용으로는 원산지인 서아프리카 등에서 절단 처리되어 냉동된 상태로 수입되는 경우가 많다.

### 양배추
일부 지역에서는 양배추가 타코야끼의 재료로 사용된다. 일본 각 도도부현 관광협회의 조사에 따르면, 교토부, 시가현, 도야마현, 시즈오카현, 미에현, 기후현, 아이치현 등 7개 현에서 타코야끼에 채 썬 또는 다진 양배추를 넣는 것이 일반적인 것으로 나타났다.

### 양념

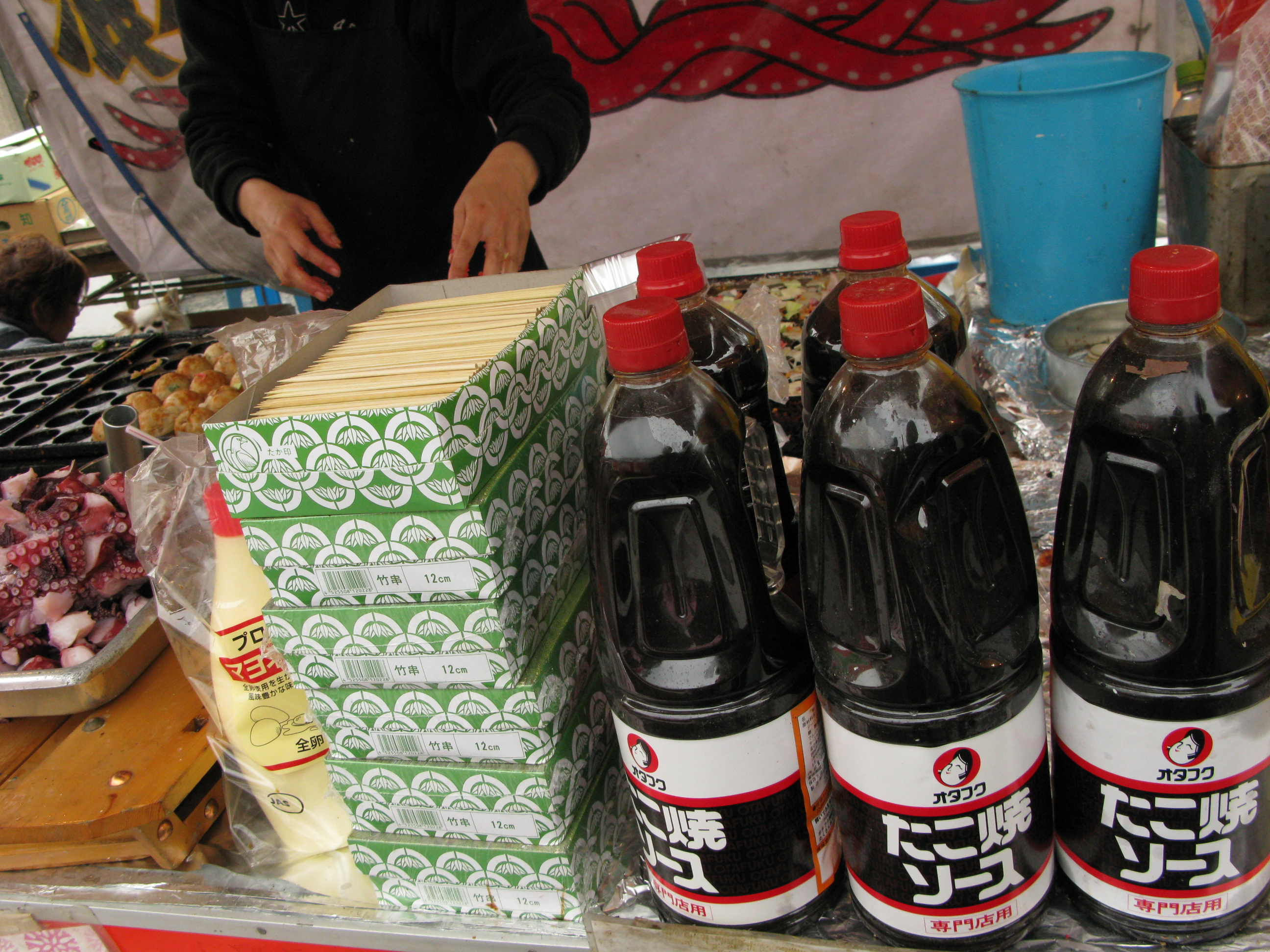
포장마차에 진열된 전문점용 타코야끼 소스

완성된 타코야끼에 사용하는 양념으로는 주로 타코야끼 소스나 오코노미 소스 같은 소스가 많이 사용된다. 또한 간장, 폰즈, 마요네즈 등을 사용하는 경우도 있다. 동일한 소스라도 동일본에서는 매운맛의 중농(中濃) 종류의 소스가 많이 사용된다. 아사히 신문에 따르면, 타코야끼 전문점 사장 엔도 요시조에 대한 기사에서 밝혀진 바와 같이, 초기 타코야끼에는 소스나 마요네즈가 뿌려지지 않았고, 1950년대 초반부터 소스를 뿌리기 시작했다고 한다. 마요네즈를 반죽에 넣어 굽는 방식은 1982년에 히로시마시 사에키구의 "잇큐안(一休庵)"에서 고안한 것으로 알려져 있다.

## 먹는 법
타코야끼를 담는 일회용 용기로는 평평한 바닥에 배 모양을 한 "후네사라(舟皿)"가 일반적이다. 용기의 재질로는 얇게 깎은 나무로 만든 '케이보쿠 후네사라(経木舟皿)'와 스티로폼으로 만든 '발포 후네사라(発泡舟皿)'가 있으며, 그 외에도 얇은 플라스틱이나 종이로 만든 용기도 사용된다. 포장 시에는 '후네사라'를 포장지로 싸거나 얇은 플라스틱 용기에 한 번 더 넣어 포장한다. 일반적으로 이쑤시개가 2개 제공되나 이는 한 사람분이다. 두 개의 이쑤시개를 동시에 사용해 타코야끼를 찌르면 회전하는 것을 방지할 수 있다고 알려져 있다.

## 오사카의 타코야끼

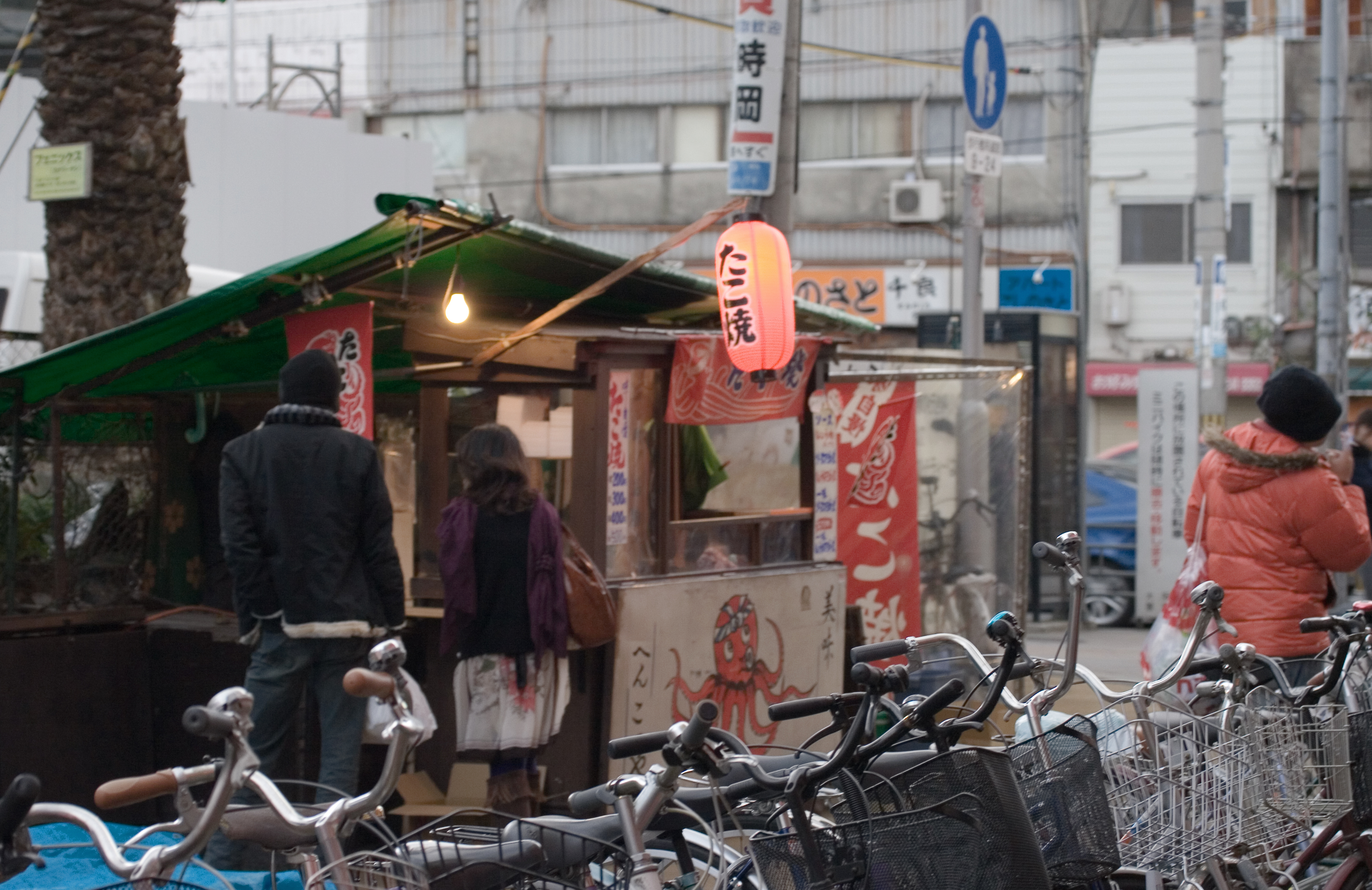
오사카시 니시나리구 동물원 앞 역 위에 있는 상설 포장마차

오사카에는 타코야끼 가게가 많으며, 대부분 소규모의 개인 운영 가게들이다. 타코야끼와 함께 오코노미야키도 판매하는 가게가 많고, 신년 참배나 축제 기간에는 포장마차 형태의 타코야끼 가게도 많이 등장한다. 매장 내에 테이블 좌석을 마련한 곳도 있지만, 대부분의 가게는 포장이 가능하며, 포장 전문점도 적지 않다. 최근에는 대형 상업시설에 입점한 타코야끼 전문점들도 많아졌으며, 주로 입구 근처에 위치해 쇼핑 고객을 끌어모은다. 또한, 쇼와 시대부터 아이들이 많이 모이는 군것질 가게에서도 타코야끼를 구워 팔았으나, 현재 이러한 가게들은 줄어드는 추세다. 오사카와 그 주변 가정에는 타코야끼용 팬과 도구가 가정마다 한 대씩 있을 정도로 보급되어 있는데, 한 조사에 따르면 간사이 지방 사람들의 약 90%가 "가정용 타코야끼 기기"를 소유하고 있다는 결과가 있다. 이에 따라, 타코야끼에 빠질 수 없는 잘게 썬 베니쇼가(紅生姜) 등은 간사이 지역의 여러 가게에서 판매하고 있다.
오사카에서는 일반적으로 바삭한 외피보다는 표면이 부드럽고, 내부는 촉촉하며 전반적으로 타코야끼의 형태가 겨우 유지될 정도로 부드러운 식감을 선호하는 편이다. 그러나 타코야끼 가게가 많고 가정에서도 흔히 만들어지는 음식이기 때문에, 사람마다 다양한 취향이 존재한다. 마지막에 화력을 높여 기름을 더해 겉면을 바삭하게 굽는 것을 좋아하는 사람도 있으며, 반죽의 맛, 재료의 양, 타코야끼 크기, 소스를 뿌리는 여부(특히 마요네즈 사용 여부) 등에서 각자의 취향에 따라 다양하게 즐기고 있다.

## 갤러리

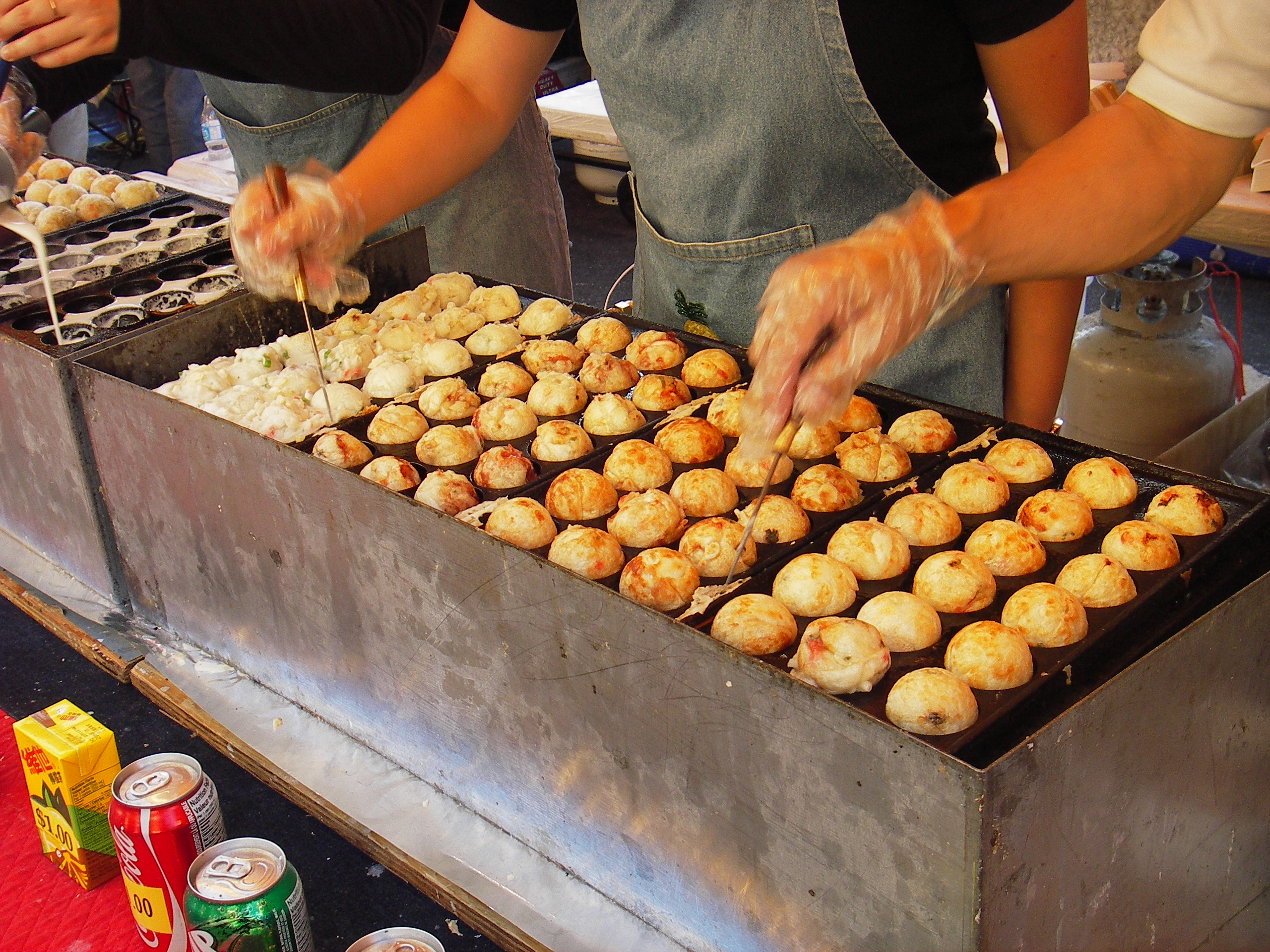
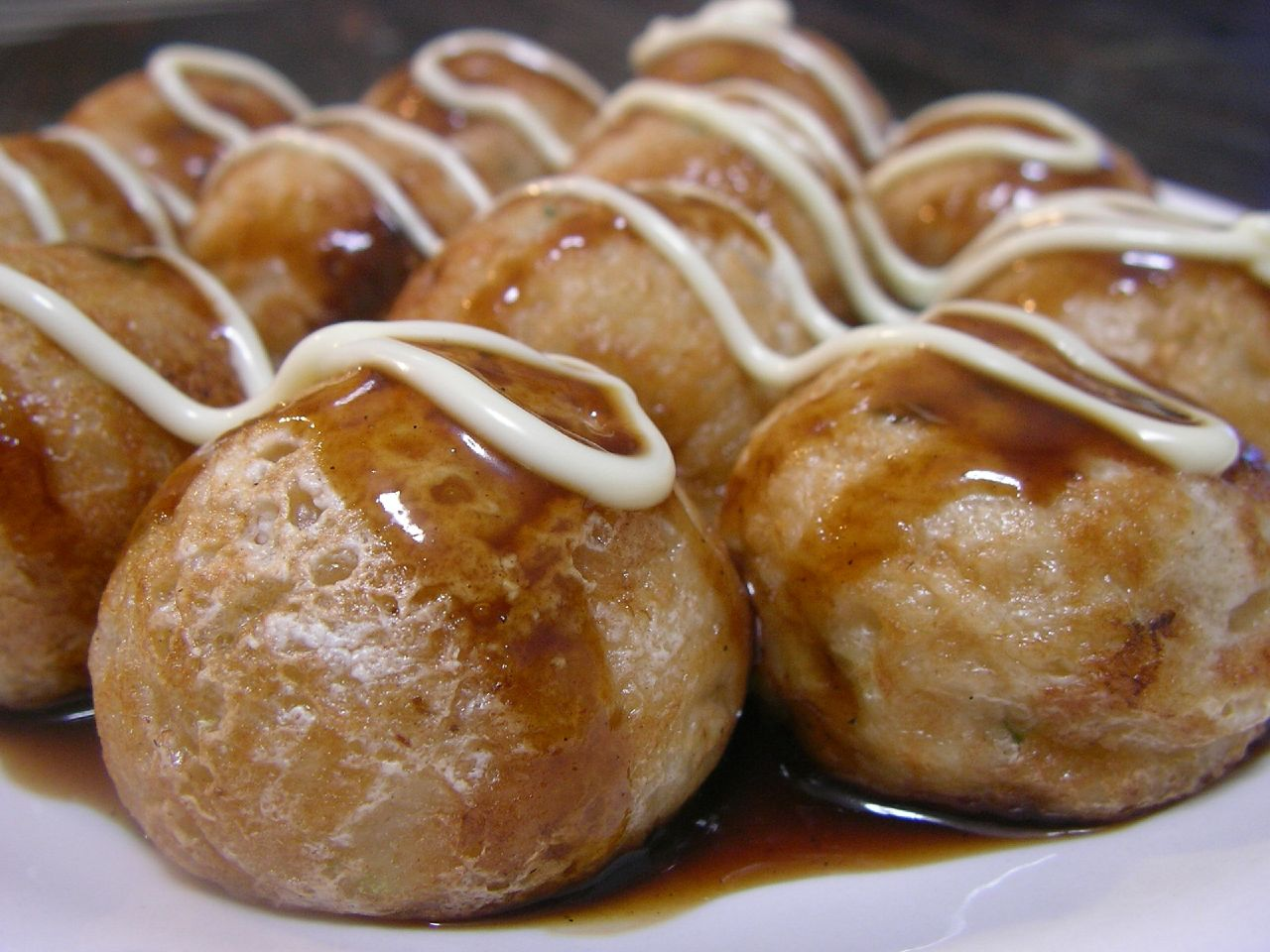
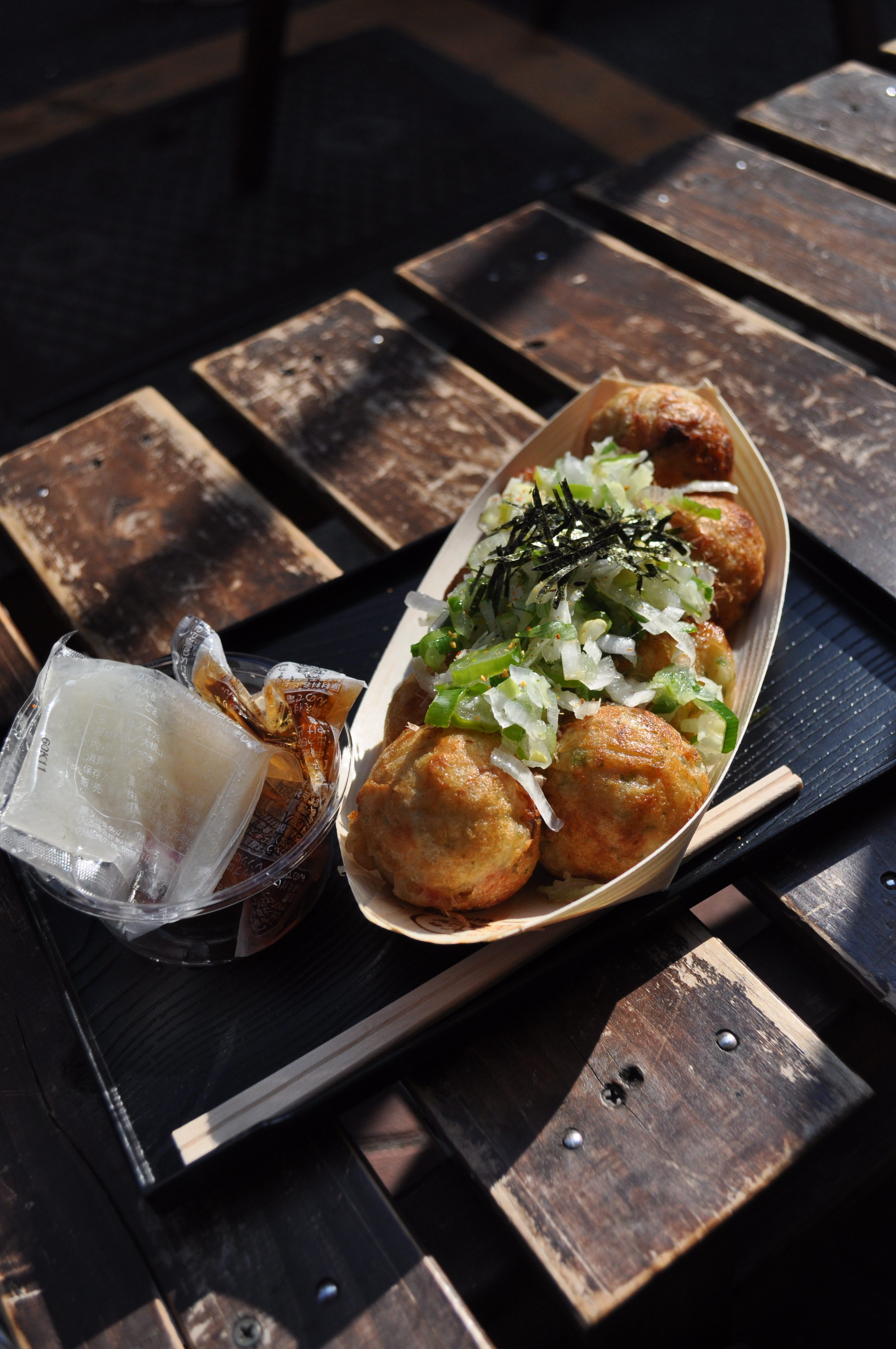
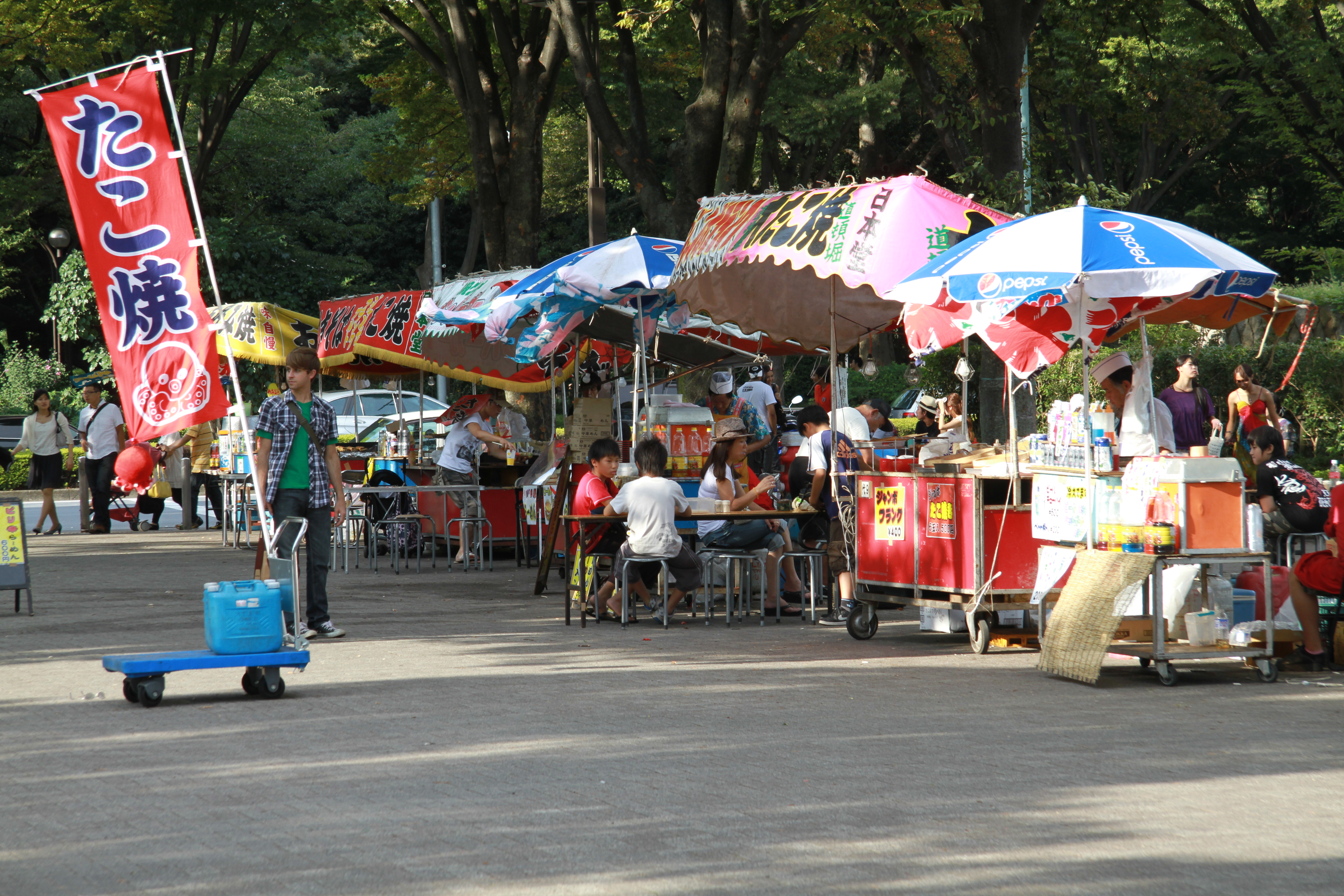
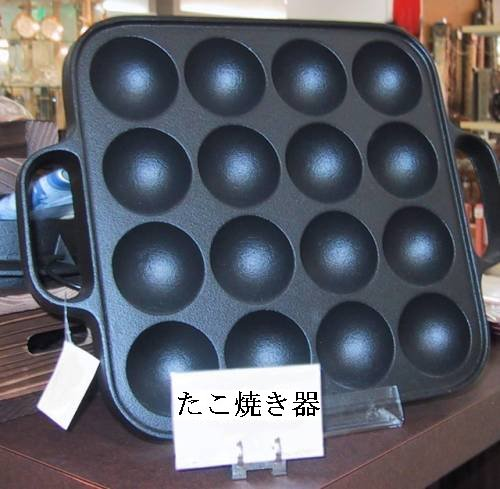
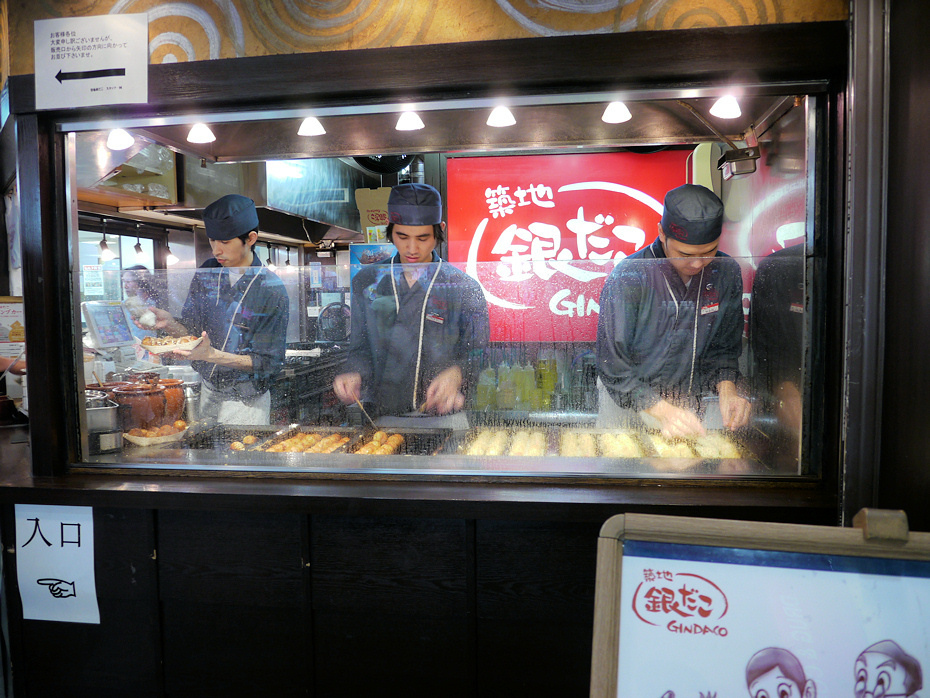

## 같이 보기
- 에블레스키베

### 내용주
1. ↑  2003년 설립된 드림어드밴스 주식회사가 잔보 총본점을 운영, 판매하는 등.

### 참조주
1. 1 2  暮らしと物価大阪百話 P.130
2. 1 2  「粉もん」庶民の食文化
3. ↑  “大阪名物「たこ焼き」の発祥について知りたい。”. レファレンス協同データベース. 2022년 10월 16일에 확인함.
4. ↑  あのメニューが生まれた店 P.70
5. 1 2  大阪方言辞典 PP.400-401
6. ↑  “企業情報　沿革”. 八ちゃん堂. 2016년 3월 11일에 원본 문서에서 보존된 문서. 2016년 3월 8일에 확인함.
7. ↑  “株式会社ホットランド 店舗検索”. 株式会社ホットランド. 2016년 3월 8일에 확인함.
8. ↑  “株式会社クラフトフーズ 沿革歴史”. 株式会社クラフトフーズ. 2016년 3월 8일에 확인함.
9. ↑  “宇宙に行った日本の食品”. 2022년 10월 10일에 확인함.
10. ↑  “たこやき缶詰”. 2019년 11월 29일에 확인함.
11. ↑  “梨大(이대)앞 거리 小(소)점포-低價(저가) 제품의‘천국’”. 조선일보. 1998년 11월 13일.
12. ↑  “家庭用・業務用　たこ焼き器”. 山下金物. 2016년 3월 9일에 확인함.
13. ↑  “ためしてガッテン ごっつウマ！たこ焼き大革命”. 日本放送協会. 2007년 4월 25일. 2016년 3월 9일에 확인함.
14. ↑  “ドデスカ！あらゆるサーチ「たこ焼きにキャベツは入れる派？入れない派？」”. 名古屋テレビ放送株式会社. 2021년 4월 28일. 2023년 3월 9일에 확인함.
15. ↑  “あらゆるサーチ「たこ焼きキャベツ論争・完結編」”. 名古屋テレビ放送株式会社. 2021년 5월 12일. 2023년 3월 9일에 확인함.
16. ↑  “遠藤吉蔵さん たこ焼き屋（who’s who）”. 《朝日新聞 夕刊 大阪版》 (朝日新聞社). 1996년 4월 3일.
17. ↑  “街の舌品（ぜっぴん）広島「一休庵」の元祖マヨタコ”. 《九州スポーツ》. 2007년 9월 19일. 15면.
18. ↑  西名みずほ (2006년 8월 2일). “元祖マヨタコ！”. 《西名みずほのひだまりパーク》 (広島テレビ放送). 2017년 6월 30일에 확인함.
19. ↑  たこ焼き：爪楊枝か、割りばしか…食べ方いかに？毎日新聞（インターネットアーカイブ、2010年5月11日版、2012年8月13日閲覧）
20. ↑  “たこ焼き全国制覇の謎 縁日の味が、お茶の間の常連に”. 《アエラ》 (朝日新聞社). 2001년 6월 18일.
21. ↑  “（ますます勝手に関西遺産）家庭用たこ焼き器 この一台で八方ま～るく”. 《朝日新聞 夕刊 大阪版》 (朝日新聞社). 2012년 5월 9일.
22. ↑  佐藤きよあき (2015년 8월 13일). “「築地銀だこ」の“たこ焼き”が、関西人に嫌われる理由”. All About, Inc. 2016년 3월 9일에 확인함.

## 참고 문헌
- 菊地武顕 (2013년 11월). 《あのメニューが生まれた店》. コロナ・ブックス. 平凡社. ISBN 978-4-582-63486-0.

- 熊谷真菜 (2007년 9월). 《「粉もん」庶民の食文化》. 朝日新書. 朝日新聞社. ISBN 978-4-02-273165-4.

- 「暮らしと物価大阪百話」編集委員会, 편집. (1992년 5월). 《暮らしと物価大阪百話》. 大阪都市協会. ISBN 978-4-900558-05-2. 92051455.

- 牧村史陽 (1955). 《大阪方言事典》. 杉本書店. ASIN B000JB2B2U. 56002534.

- 熊谷真菜; シノハラガク (2000년 9월). 《たこやきのナゾ》. 草土文化. ISBN 978-4-7945-0799-0.